# Route nationale 440
Pour les articles homonymes, voir Route 440.

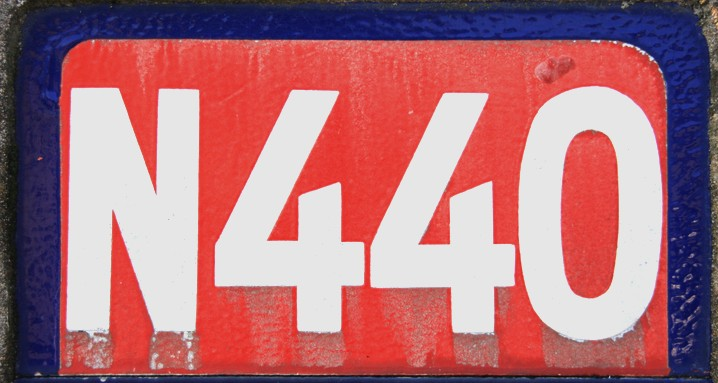

La route nationale française 440 ou RN 440 était une route nationale française reliant Anglure à Marcilly-le-Hayer. 

À la suite de la réforme de 1972, la RN 440 a été déclassée en RD 440.
Voir le tracé de la RN440 sur Google Maps

## Ancien tracé
- Anglure (km 0)
- Saint-Just-Sauvage (km 4)
- Romilly-sur-Seine (km 11)
- Saint-Martin-de-Bossenay (km 21)
- Rigny-la-Nonneuse (km 25)
- Avon-la-Pèze (km 27)
- Marcilly-le-Hayer (km 30)